# آیبقا
آیباقا (به لاتین: Aibgha) یک منطقهٔ مسکونی در گرجستان است که در ناحیه گاگرا واقع شده‌است. آیباقا ۲۶ نفر جمعیت دارد و ۸۴۰ متر بالاتر از سطح دریا واقع شده‌است.